# Factum infectum fiery nequit
 Factum infectum fiery nequit лат. (изговор: фактум инфектум фијери негвит). Учињено не може постати неучињено. (Плаут)

## Поријекло изреке
Ово је ирзекао у смјени трећег у други вијек прије нове ере један од највећих римских писаца комедија Тит Макције Плаут (лат. Titus Maccius Plautus).

## Тумачење
Нема силе, ни  могућности,  да учињено постане неучињено, на било који начин  и било чијом вољом. Оно што је урађено не може да се опозове.